# Groombridge 34
Groombridge 34 ist ein Doppelsternsystem in 11,7 Lichtjahren Entfernung von der Sonne im Sternbild Andromeda. Es besteht aus zwei Roten Zwergen in einer nahezu kreisförmigen Umlaufbahn um ihr gemeinsames Baryzentrum mit einer Separation von über 147 AU. Beide Sterne sind veränderlich und zeigen zufällige Flares, weshalb sie auch Veränderlichen-Bezeichnungen erhalten haben. Der hellere Stern Groombridge 34 A trägt in diesem Fall die Bezeichnung GX Andromedae, der lichtschwächere Stern Groombridge 34 B die Bezeichnung GQ Andromedae.

## Entfernung
Bestimmung der Entfernung für Groombridge 34
| Quelle                                  | Parallaxe (mas)             | Entfernung (pc)  | Entfernung (Lj)  | Entfernung (Pm)   |
| --------------------------------------- | --------------------------- | ---------------- | ---------------- | ----------------- |
| Woolley et al. (1970)                   | 282 ± 7                     | 3,55 ± 0,09      | 11,57 +0,29−0,28 | 109,4 +2,8−2,7    |
| Gliese & Jahreiß (1991)                 | 289,5 ± 4,9                 | 3,56 ± 0,06      | 11,27 ± 0,19     | 106,6 ± 1,8       |
| van Altena et al. (1995)                | 282,0 ± 2,2                 | 3,546 +0,28−0,27 | 11,57 ± 0,09     | 109,4 +0,9−0,8    |
| Perryman et al. (1997) (Hipparcos)      | 280,27 ± 1,05               | 3,568 ± 0,013    | 11,64 ± 0,04     | 110,1 ± 0,4       |
| Perryman et al. (1997) (Tycho)          | 320,70 ± 24,40              | 3,12 +0,26−0,22  | 10,2 +0,8−0,7    | 96,2 +7,9−6,8     |
| van Leeuwen (2007)                      | 278,76 ± 0.77               | 3,587 ± 0,01     | 11,7 ± 0,03      | 110,69 +0,31−0,30 |
| Gatewood (2008) (MAP-basierende Studie) | 281,45 ± 1,05               | 3,553 ± 0,013    | 11,59 ± 0,04     | 109,6 ± 0,4       |
| RECONS TOP100 (2012)                    | 279,87 ± 0,60               | 3,573 ± 0,008    | 11,654 ± 0,025   | 110,25 ± 0,24     |
| Dittmann et al. (2014) (A)              | 279,30 ± 5,40               | 3,58 ± 0,07      | 11,68 +0,23−0,22 | 10,5 +2,2−2,1     |
| Dittmann et al. (2014) (B)              | 313,90 ± 9,30               | 3,19 +0,10−0,09  | 10,39 +0,32−0,30 | 98,3 +3,0−2,8     |
| Gaia DR2 (2018)                         | 280,69 ± 0,04 280,79 ± 0,05 | 3,56 ± 0,01      | 11,61 ± 0,01     | 109,84 ± 0,04     |
| Gaia DR3 (2022)                         | 280,71 ± 0,02 280,69 ± 0,03 | 3,56 ± 0,01      | 11,61 ± 0,01     | 109,87 ± 0,02     |

Nicht trigonometrische Entfernungsbestimmungen sind kursiv markiert. Die präziseste Bestimmung ist fett markiert.

## Planetensystem
Im August 2014 wurde die Entdeckung eines Exoplaneten um Groombridge 34 A bekanntgegeben. Die Existenz des Planeten wurde aus Analysen der Radialgeschwindigkeiten des Muttersterns beim Eta-Earth Survey mit dem HIRES-Spektrographen am Keck-Observatorium auf dem Mauna Kea (Hawaii) abgeleitet.
Es wird angenommen, dass der Planet (Groombridge 34 Ab) eine Masse von mindestens 5,35 ± 0,75 Erdmassen besitzt. Er umkreist seinen Mutterstern in 11,4433 ± 0,0017 Tagen bei einer großen Halbachse von 0,0717 ± 0,0034 AU. Zum Zeitpunkt seiner Entdeckung war Groombridge 34 Ab der sechstnächste bekannte Exoplanet.